# Jan Laštůvka
Jan Laštůvka (* 7. července 1982 Havířov) je český bývalý profesionální fotbalový brankář, který chytá za český divizní klub MFK Havířov. Mezi lety 2011 a 2013 odchytal také 3 utkání v dresu české reprezentace.

## Klubová kariéra
V roce 2003 zvítězil v české anketě Fotbalista roku v kategorii Talent roku. Zahrál si v dresu FK Šachtar Doněck v Lize mistrů UEFA a také v Poháru UEFA.
Mimo ČR působil na klubové úrovni na Ukrajině, v Německu a Anglii.
Po dvanáctiletém angažmá v zahraničí se do Česka vrátil v roce 2016, kdy posílil Karvinou.
V roce 2018 se vrátil zpátky do Baníku Ostrava, ve kterém si 26. září 2020 v zápase s Teplicemi připsal už 200. start v nejvyšší české fotbalové lize.
Po odchodu z Baníku Ostrava na konci ligové sezóny 2022/23 se Laštůvka vrátil do rodného Havířova, kde hraje Divizi F, tedy čtvrtou nejvyšší fotbalovou soutěž v Česku, za tamní MFK.

## Reprezentační kariéra

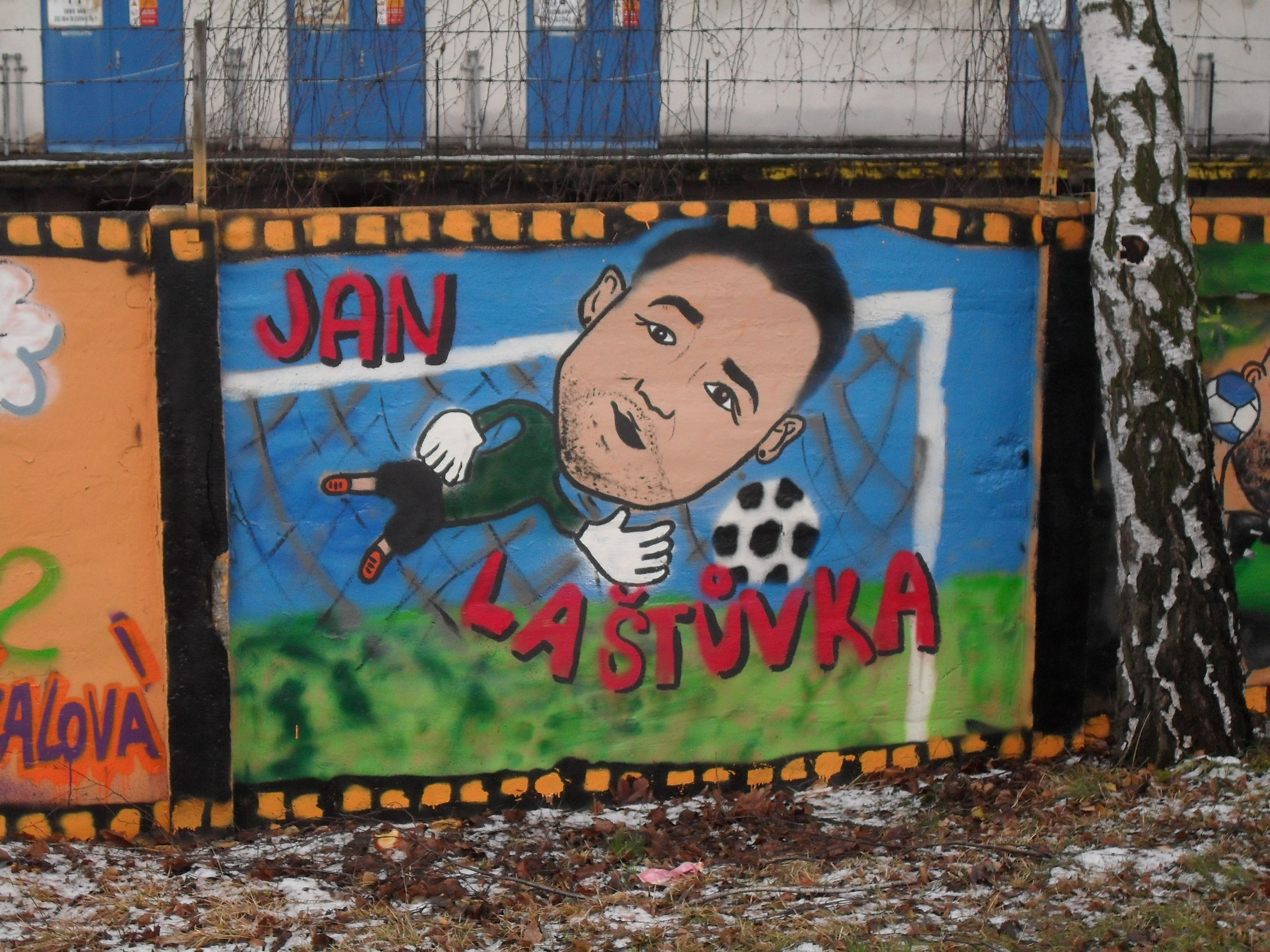
Jan Laštůvka ztvárněný mladými umělci na Street Art v Karviné

V A-mužstvu ČR debutoval 3. 9. 2011 v kvalifikačním zápase v Glasgowě proti reprezentaci Skotska (remíza 2:2). 11. září 2012 nastoupil v přátelském utkání proti Finsku (porážka 0:1).
Dne 6. února 2013 v Manise nastoupil v přátelském utkání proti domácímu Turecku a podal znamenitý výkon, když zlikvidoval několik nebezpečných šancí domácích. Česká republika zvítězila nakonec 2:0. Byl to jeho třetí a poslední zápas za český národní tým.

### Reprezentační zápasy
Zápasy Jana Laštůvky v A-mužstvu české reprezentace
| Rok    | Zápasy | Góly |
| ------ | ------ | ---- |
| 2011   | 1      | 0    |
| 2012   | 1      | 0    |
| 2013   | 1      | 0    |
| Celkem | 3      | 0    |

## Úspěchy

### Klubové

#### FC Baník Ostrava
- 1× mistr české nejvyšší ligy (2003/04)

#### Šachtar Doněck
- 2× mistr Premjer-lihy (2004/05, 2005/06)